# Famille de Lantivy
La famille de Lantivy est une famille de noblesse bretonne d'origine chevaleresque remontant à 1396.
Elle compte parmi ses membres six conseillers au parlement de Bretagne, des combattants durant les guerres de la chouannerie, un haut fonctionnaire, un général.

## Histoire
L'auteur commun des deux branches de Trédion et de Kerveno est le chevalier Raoul de Lantivy, seigneur dudit lieu (nunc Lintivic) et de Keraudrenou, en Baud, de Kernazel, en Radenac, de la Ferrière (en Buléon), de Kerveno en Languidic, dans le département du Morbihan.
Une branche se fixa au XVIe siècle au Craonnais, d'abord à l'Ile-Tison, puis posséda la Lande de Niafles, la Cour de Livré, l'Épronniére, la Vieuville, la La Bouche d'Uzure, l'Épinay de Bouchamps. Le nom de cette famille proviendrait de lan et divy (la terre de saint Divy en langue bretonne).
La famille de Lantivy est subsistante et a adhèré à l'Association d'entraide de la noblesse française le 18 décembre 1962.

## Généalogie simplifiée et personnalités
- Louis-André de Lantivy, fils de Louis-Pierre-Jacques de Lantivy et de Louise Langlois, fit les deux campagnes de Bavière et de Bohême à la tête d'un escadron du régiment de Fouquet-Cavalerie qu'il avait été autorisé à lever. 
Il épousa :
  - le 11 février 1749, Marie-Marthe-Henriette de Milon, d'où une fille mariée à  M. Le Roy de la Poterie ;
  - le 1er février 1754, Charlotte-Hyacinthe-Claudine-Joseph de Montecler, dont deux filles et deux fils ; l'un d'eux signa le traité de la Mabilais. Une des sœurs, épouse divorcée de Charles-Jérôme de Maurey, épousa le curé intrus d'Azé, Louis Bavière, devenu secrétaire-greffier de Château-Gontier.

Il fut arrêté en 1790 par la garde nationale de Craon au moment où il partait pour Paris avec sa famille et une voiture chargée de ses meubles les plus précieux qu'il désirait soustraire au pillage. Il eut beau protester qu'il se rendait à Paris pour se faire soigner par un spécialiste pour une ophthalmie, on le retint prisonnier pendant six semaines dans une maison particulière.
- Jean-Louis de Lantivy, décédé le 3 novembre 1825 à Vannes, et sa première épouse Anne-Marie-Françoise Tault de la Bouverie (décédée le 27 janvier 1783 à Ploërmel) eurent 8 enfants dont :
  - Mathurin de Landivy de Trédion, né le 31 mai 1773 à Ploërmel, émigra en compagnie de son frère cadet René-Joseph en décembre 1791, participa à la prise de Longwy et de Verdun par les émigrés, passa en Hollande d'enrôlant dans la légion de Béon et fut tué le 2 ou 3 août 1794 près de Charleroi.
  - René-Joseph de Lantivy de Trédion, dit "Le chevalier de Lantivy", né à Ploërmel le 12 juin 1776 fut admis au Collège de la Marine de Vannes le 24 novembre 1787 et émigra, âgé de moins de 16 ans, en décembre 1791 en compagnie de son frère aîné, participant à la prise par les émigrés de Longwy et de Verdun (25 août 1792), puis passe en Hollande, s'enrôlant dans la légion de Béon, puis s'embarque pour l'Angleterre et de là, participa au débarquement de Quiberon. Fait prisonnier et détenu à Vannes, il fut fusillé le 25 août 1795. Son nom est gravé sur le monument de la Chartreuse d'Auray[2].
  - Augustin-Charles-Marie de Lantivy de Trédion, né à Vannes le 12 mai 1788, est le demi-frère des précédents, fils de la seconde épouse de Jean-Louis de Lantivy, Rosalie-Louise-Charlotte Le Brun (leur mariage fut célébré le 6 février 1786 dans la cathédrale de Vannes). Il s'engagea dans la Marine, participant pendant l'Empire aux campagnes de Hollande, de Russie, d'Allemagne, d'Espagne, notamment sur le vaisseau Le Tourville et l'aviso Le Téméraire et fut blessé pendant la campagne de Saxe en 1813. Il fut nommé maire de Vannes le 18 juin 1850 et conseiller général du Morbihan en 1851, mais démissionna de ces fonctions en 1852 protestant contre le Second Empire. Il avait épousé en 1821 Joséphine-Louise-Sophie de l'Estourbeillon et eut 4 enfants dont :
    - Augustin-Jean-Louis de Lantivy de Trédion, né à Lyon le 16 octobre 1829, engagé en 1847, capitaine en 1856, participa à des campagnes notamment en Algérie et pendant la guerre de 1870 dans l'armée du Rhin et est fait prisonnier à Metz le 29 octobre 1870 (prisonnier à Bonn), rentrant de captivité le 15 mars 1871. Il est nommé lieutenant-colonel en 1878, colonel en 1882, général de brigade en 1887. Commandeur de la légion d'honneur. Il décéda le 3 mars 1894 à Paris. Il avait épousé en 1859 Marie-Jeanne-Félicie de Richemont de Richard'son[3].
- Jacques-François de Lantivy, chevalier, seigneur de Kerveno fut baptisé le 25 février 1740, marié avec Marie-Vincente Le Limonier de la Marche (née en 1741), eurent 5 enfants (4 garçons) dont trois participèrent aux combats de la Chouannerie :
  - Jacques-Louis-Alexandre-Emmanuel de Lantivy de Kerveno, l'aîné, né le 5 mai 1761 à Auray, officier des vaisseaux du roi, prit part, comme ses deux frères, aux guerres de la Chouannerie, mais survécut, décédant le 15 mai 1853. Il avait épousé Félicité-Marie-Élisabeth-Renée Conen de Saint-Luc dont il eut 5 enfants (il eût aussi deux filles d'un second mariage) dont :
    - Gabriel-Marie-Jean-Benoît de Lantivy de Kerveno, né le 24 mars 1792 au château du Bot en Quimerc'h, fut page de Napoléon Ier. En 1812, il dut quitter l'armée, ayant eu les pieds gelés pendant la campagne de Russie en 1812 (on dut lui amputer le pied droit). Devenu maître des requêtes au Conseil d'État, il fut nommé sous-préfet du Havre, puis préfet de la Corse en 1824, y faisant construire notamment la préfecture, l'hôtel de ville d'Ajaccio, le théâtre San Gabriel. Tombé quelque peu en disgrâce, il devient le 3 mars 1828 préfet des Basses-Alpes et est révoqué en novembre 1828 « pour raisons de santé », mais nommé consul général à Jérusalem, puis à Dublin.

  - Jean-Baptiste-Paul-Marie de Lantivy-Kervéno, né à Auray, chevalier, émigra en 1791, revint en France et fit partie de la conspiration du marquis de la Rouërie, puis du Conseil royal de Bretagne. Il fit partie des chefs des divisions de la Chouannerie qui refusèrent le traité de la Mabilais signé le 15 mars 1795 (30 germinal an III) entre les Conventionnels et les chefs bretons. Proche de Cadoudal, membre du Conseil du Morbihan, il fit partie de l'expédition de Pont-de-Buis en juin 1795. Il participa ensuite à l'expédition de Quiberon, y fut blessé grièvement, laissant son commandement à son cousin Lantivy du Rest ; il se constitua prisonnier le 21 juillet 1795 et dut être transporté sur un brancard pour être fusillé à Auray le 30 juillet 1795 (12 thermidor an III). Ses ossements sont dans la crypte de la Chartreuse d'Auray.
  - Emmanuel-Isidore de Lantivy-Kerveno, né le 29 juillet 1775 au château de Kerveno en Languidic fut fait prisonnier lors du débarquement de Quiberon le 21 juillet 1795, emprisonné à Auray, sauvé par une ancienne religieuse, échappant donc à l'exécution, mais fut massacré six semaines plus tard à Carhaix par les Républicains alors qu'il combattait parmi les Chouans[2].

### Branche de Coscro
- Louis François de Lantivy ( † septembre 1668), seigneur du Coscro, conseiller au Parlement de Bretagne,
  - marié le 10 mars 1655 (chapelle des Aulnays, Lanouée) à Florimonde de Keradreux (1637 † 14 juillet 1700 - Saint-Germain, Rennes), dame héritière des Aulnays, dame douairière du Crosco, baronne héritière de Rostrenen, dont :
    - Claude-François,
    - une fille,
    - Jeanne Hiéronyme (née le 28 août 1660 - Lanouée),
      - mariée le 16 novembre 1684 à Gabriel (3 novembre 1655 - Lanloup † après le 13 novembre 1714 - Lanloup), seigneur de Lanloup,
- Claude-François de Lantivy du Coscro (1656 - Lanouée † 2 septembre 1689), seigneur du Coscro, baron de Rostrenen, conseiller au Parlement de Bretagne, 
  - marié (contrat de mariage) le 22 novembre 1681 à Anne-Charlotte L'Evêque, dame héritière de Langourla, dont :
    - un fils,
    - Florimonde-Renée,
- Florimonde-Renée de Lantivy du Coscro ( † 15 mai 1748), dame héritière du Coscro, baronne héritière de Rostrenen, marquise du Plessis-Bellière du chef de son mari, Dame des Isles, des Aulnaix, Caradreux, Ménorval et autres lieux,
  - mariée le 2 février 1705 à Jean Gilles de Rougé du Plessis-Bellière (1681 † tué le 11 juin 1707 au siège de Saragosse), 4e marquis du Plessis-Bellière, marquis du Fay, colonel d'infanterie, dont :
    - Innocente Catherine,
    - Louis de Rougé du Plessis-Bellière (18 décembre 1705 † 24 juillet 1732 à Vienne-le-Châtel (Champagne)), 5e marquis du Plessis-Bellière, marquis du Fay, baron de Vienne-le-Château, Colonel de Vexin-Infanterie,
      - marié le 21 janvier 1722 en la chapelle de l'Hôtel de Luynes à Marie Thérèse d'Albert d'Ailly (1709 † 1765), dont :
        - Louis-Bonabes, mort jeune,
        - François-Charles, mort jeune,
        - Marie Anne Louise (née le 19 juin 1726 à Paris),

Les statues de Saint Louis et de Sainte Catherine élevées dans la collégiale de Rostrenen passent pour être les portraits de Louis et de Innocente Catherine, enfants de Jean Gilles et de Florimonde de Lantivy, baronne de Rostrenen au XVIIIe siècle.

## Armoiries
- Armes : De gueules à l'épée d'argent en pal, la pointe en bas[1],[4]
- Supports : deux lions
- Devise : Qui désire n’a repos
- Alias : D’azur, à 10 billettes d’or, 4, 3, 2 et 1, qui est de Baud, au franc-canton de gueules chargé d’une épée d’argent, qui est de Lantivy[1],[5]

Armes de la famille de Lantivy
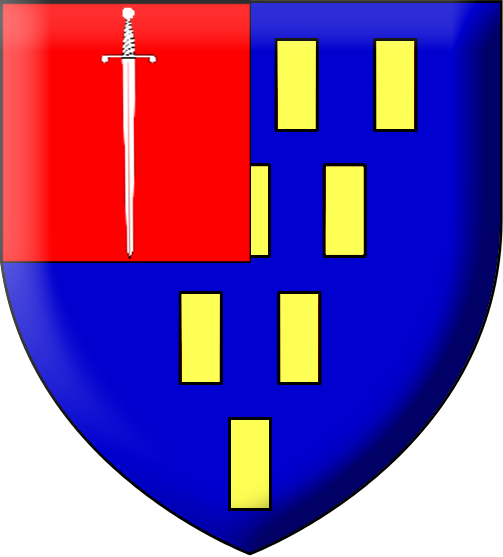
Autres armes des Lantivy

## Possessions, demeures et châteaux
- Hôtel de Lantivy, à Château-Gontier
- Hôtel de Lantivy, puis de Chemellier
- Château du Coscro
- Château de la Lande de Niafles
- Château de Meudon (Vannes)
- Manoir de Kergal (Brandivy)
- Château de la Bouche d'Uzure

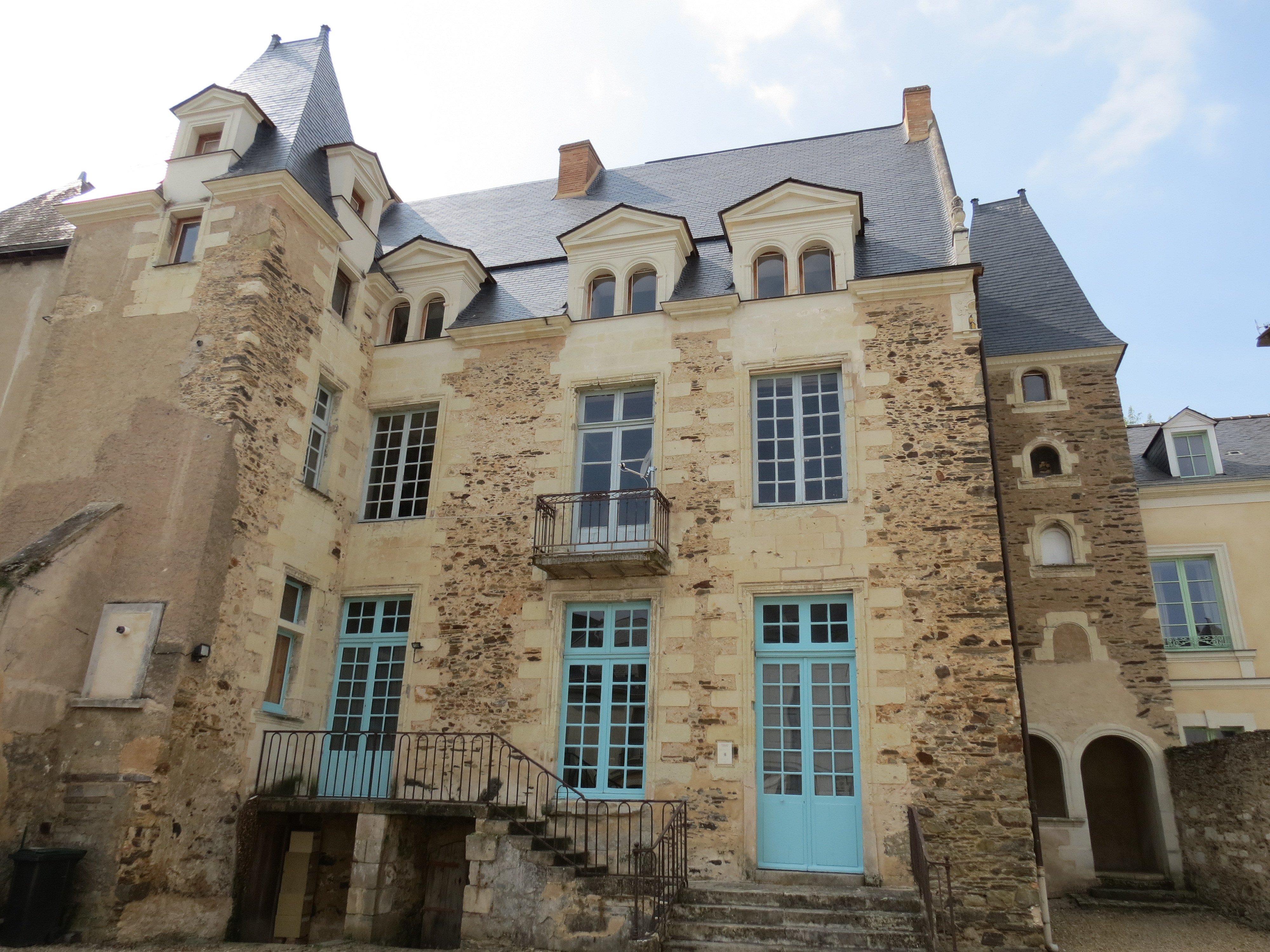
Hôtel de Lantivy
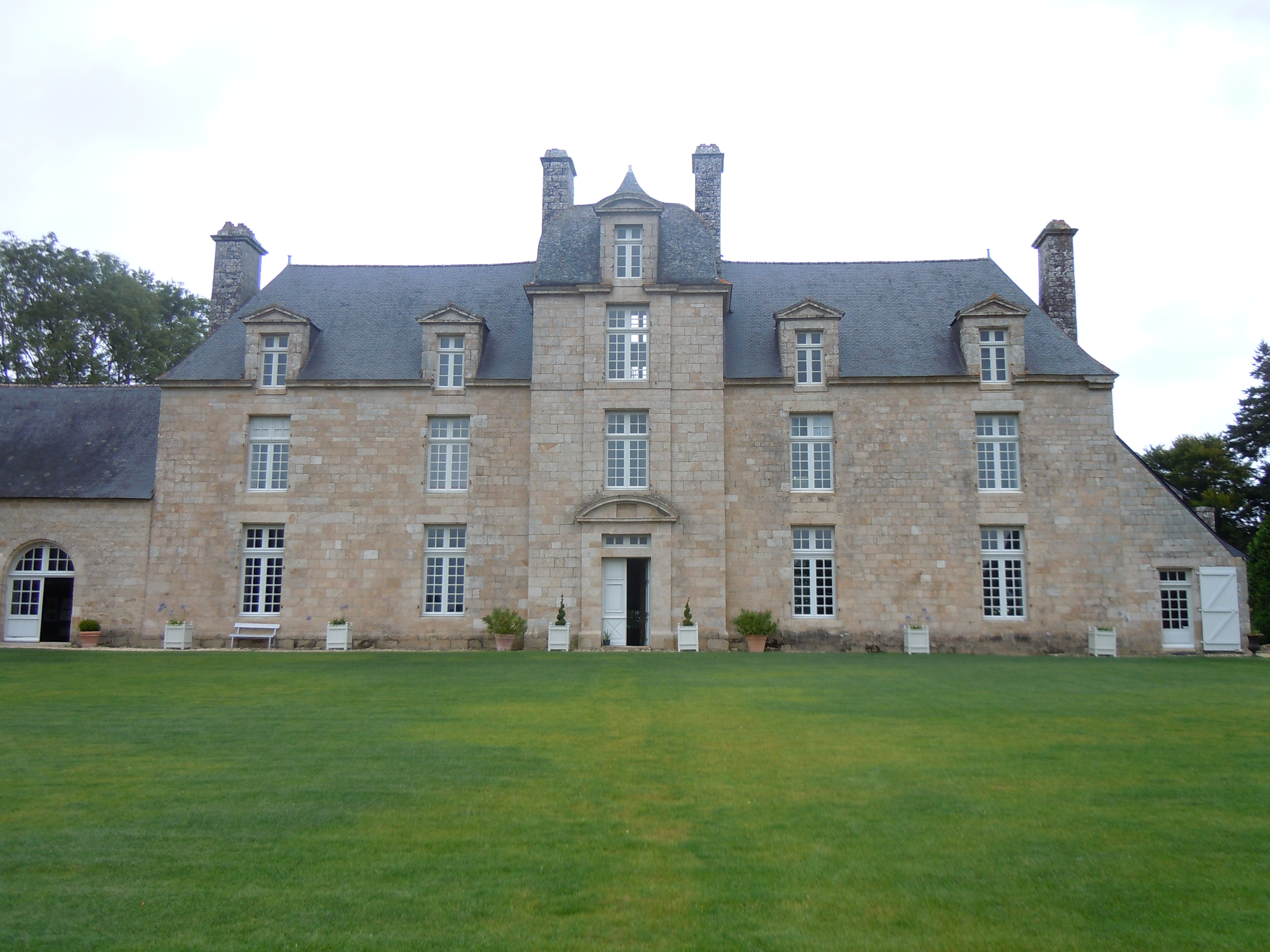
Château du Coscro

## Sources et bibliographie
- « Famille de Lantivy », dans Alphonse-Victor Angot et Ferdinand Gaugain, Dictionnaire historique, topographique et biographique de la Mayenne, Laval, A. Goupil, 1900-1910 [détail des éditions] (BNF 34106789, présentation en ligne)
- Registre paroissial de Craon ;
- Archives départementales de la Mayenne, 8. 2.276, 2.377, 2.410. 2.471, 2.610, 2.977, 3.001, 3.091 ; C. 180, 197 ;
- Henri de La Messelière, Les Filiations bretonnes, Saint-Brieuc, éditions prud'homme, 1914, Tome III, pages 399-412.
- Théodore Courtaux, Cte de Lantivy de Trédion, Histoire généalogique de la maison de Lantivy, Cabinet de l'Historiographe, Paris, 1899
- E. Chambois, Recherches de 1666 ;
- Archives municipales de Château-Gontier, an II ;
- Cabinet Paul de Farcy.